# ای‌اوای کریم
ای او ای کریم به (انگلیسی: AOA Cream) زیر گروه گروه دخترانه ای او ای است که توسط FNC Entertainment در سال ۲۰۱۶ تشکیل شده‌است. اولین آلبوم آنها به نام "I'm jelly baby" در تاریخ ۱۱ فوریه منتشر شد.